# Challenger de Ostrava 2013
El Prosperita Open de 2013 es un torneo de tenis profesional que se juega en canchas de arcilla. Se trata de la décima edición del torneo que forma parte del ATP Challenger Tour 2013 . Tiene lugar en Ostrava , República Checa entre el 29 de abril y 5 de mayo de 2013.

## Jugadores participantes del cuadro de individuales

### Cabezas de serie
| País                       | Jugador               | Rank1 | Favorito |
| Bandera de República Checa | Lukáš Rosol           | 48    | 1        |
| Bandera de Eslovenia       | Aljaž Bedene          | 82    | 2        |
| Bandera de Francia         | Guillaume Rufin       | 88    | 3        |
| Bandera de República Checa | Jan Hájek             | 95    | 4        |
| Bandera de Austria         | Andreas Haider-Maurer | 111   | 5        |
| Bandera de Bélgica         | Steve Darcis          | 116   | 6        |
| Bandera de Bélgica         | Olivier Rochus        | 145   | 7        |
| Bandera de Bielorrusia     | Uladzimir Ignatik     | 147   | 8        |
| -------------------------- | --------------------- | ----- | -------- |

- 1 Se ha tomado en cuenta el ranking del 22 de abril de 2013.

### Otros participantes
Los siguientes jugadores recibieron una invitación (wild card), por lo tanto ingresan directamente al cuadro principal (WC):
- Nicolás Massú
- Tomas Papik
- Adam Pavlásek
- Lukáš Rosol

Los siguientes jugadores ingresan al cuadro principal tras disputar el cuadro clasificatorio (Q):
- Miloslav Mečíř, Jr.
- Jaroslav Pospíšil
- Franko Škugor
- Peter Torebko

## Jugadores participantes en el cuadro de dobles

### Cabezas de serie
| País                       | Jugador         | País                  | Jugador           | Rank1 | Favorito |
| Bandera de Polonia         | Tomasz Bednarek | Bandera de Polonia    | Mateusz Kowalczyk | 192   | 1        |
| Bandera de República Checa | Jamie Delgado   | Bandera de Eslovaquia | Jaroslav Pospíšil | 225   | 2        |
| Bandera de Austria         | Aljaž Bedene    | Bandera de Croacia    | Marin Draganja    | 300   | 3        |
| Bandera de Croacia         | Nikola Mektić   | Bandera de Croacia    | Franko Škugor     | 362   | 4        |
| -------------------------- | --------------- | --------------------- | ----------------- | ----- | -------- |

- 1 Se ha tomado en cuenta el ranking del día 22de abril de 2013.

### Otros participantes
Los siguientes jugadores recibieron una invitación (wild card), por lo tanto ingresan directamente al cuadro principal:
- Dominik Kellovsky /  David Poljak
- Jaroslav Levinský /  Ivo Minář
- Adam Pavlásek /  Jiří Veselý

## Campeones

### Individual Masculino
- Jiří Veselý  derrotó en la final a  Steve Darcis, 6–4, 6–4

### Dobles Masculino
- Steve Darcis /  Olivier Rochus derrotaron en la final a  Tomasz Bednarek /  Mateusz Kowalczyk, 7–5, 7–5